# Cerdon (Loiret)
Cerdon – miejscowość i gmina we Francji, w Regionie Centralnym, w departamencie Loiret.
Według danych na rok 1990 gminę zamieszkiwało 929 osób, a gęstość zaludnienia wynosiła 14 osób/km² (wśród 1842 gmin Regionu Centralnego Cerdon plasuje się na 425. miejscu pod względem liczby ludności, natomiast pod względem powierzchni na miejscu 28.).